# بازار سمنان
بازارسمنان وبازار شیخ علاءالدوله مربوط به دوره قاجار است و از دو بخش تشکیل شده است و مکان آن نیز در سمنان، خیابان امام، خیابان شهدا واقع شده و در حدود ۱۶۰۰ متر یک مایل طول دارد. این اثر در تاریخ ۱۱ تیر ۱۳۷۵ با شمارهٔ ثبت ۱۷۴۰ به‌عنوان یکی از آثار ملی ایران به ثبت رسیده است.

## تاریخچه
بازار بزرگ سمنان، در حدود ۱۸۰ سال قبل، در آغاز پادشاهی دودمان قاجاریه ساخته شد. بازار سمنان که به سبک معماری کهن ایرانی با سقف‌های خشتی و آجری، متناسب با وضعیت آب و هوای خاص منطقة کویری ساخته شده تا امروز بزرگ‌ترین مرکز خرید و فروش کالاهای تجارتی است. در گذشته، بازار عمومی شهر متشکل از راسته بازار و بازار شیخ علاءالدوله (بازار مرده‌ها) بوده است.

## بخش‌های بازار
بازار عمومی به دو قسمت شمالی و جنوبی تقسیم شده است.

### بازار شمالی
طول بازار شمالی (به بازار بزرگ معروف است) که تقریباً ۱/۵ کیلومتر است و کماکان به نام قدیمی خود راسته بازار یا بازار بالا خوانده می‌شود، از بالای شهر یعنی تقاطع خیابان‌های نظامی و یغما (شهدا) آغاز می‌شود و تا خیابان امام خمینی ادامه می‌یابد.

بازار شمالی شامل ۲۵۴ باب مغازه می‌باشد. در این بازار سه حمام قدیمی، ۵ مسجد و ۴ کاروانسرای مخروبه وجود دارد. تکیه ناسار از تکایای معروف این بازار است که در گذشته و حال محل گرد آمدن هیئت‌های عزاداری در روزهای عاشورا و تاسوعا است. نمای سر در شمالی و نمای سر در جنوبی این بازار با کتیبه‌هایی زیبا از کاشی‌های لاجوردی پوشانده شده است. 

این بازار، دارای سقف و تاق ضربی است که روی تاق‌های جناغی استوار شده است. پنجره‌های شیشه‌ای بزرگ بر بام آن نصب شده است که نور داخل بازار را تأمین می‌کند.

### بازار جنوبی
بازار جنوبی که به بازار پایین یا بازار کوچک مشهور است در راستای بازار شمالی قرار دارد و از خیابان امام خمینی آغاز و تا تکیه بزرگ پهنه که در محل اسفنجان قرار دارد، ادامه می‌یابد.

این بازار به علت نزدیکی با امامزاده یحیی بن موسی بازار حضرت خوانده می‌شود. طول تقریبی این بازار ۲۰۰ متر است. این بازار دارای ۵۰ باب مغازه است.

### بازار شیخ علاءالدوله
بازار شیخ علاءالدوله که به بازار مرده‌ها نیز معروف است از جنوب شرق خیابان امام آغاز می‌شود تا گورستان قدیمی علمدار (سنادره) واقع در غرب میدان امام ادامه می‌یابد. بنای این بازار را به دوره ایلخانی و پیش از آن نسبت می‌دهند. بنای بازار تاریخی سمنان به وسیله شیخ علاءالدوله سمنانی از عرفای به نام ایران در قرن هفتم و هشتم هجری قمری و همزمان با بنای شبستان شیخ علاءالدوله مسجد جامع سمنان ساخته شده است.
 به علت احداث خیابان امام، قسمت‌های زیادی از بافت سنتی این بازار تخریب شده است و تنها قسمتی کوچکی، از ابتدای بازار جنوبی تا ابتدای خیابان امامزاده یحیی، باقی مانده است.

به علت اینکه بازار شیخ علاءالدوله را در مسیر انتقال اموات برای دفن در گورستان علمدار بوده، به بازار مرده‌ها مشهور است.

## مکان‌های مهم واقع در بازار سمنان
مسجد جامع سمنان که درب جنوبی آن در بازار شیخ علاء الدوله و درب شرقی آن در بازار جنوبی قرار دارد

امامزاده یحیی بن موسی در انتهای بازار جنوبی

تکیه ناسار واقع در بازار شمالی

تکیه پهنه واقع در بازار جنوبی

گرمابه پهنه سمنان واقع در بازار جنوبی